# 君という花 (Sound Scheduleの曲)
『君という花』（きみというはな）は、Sound Scheduleの2作目のシングル。2001年11月21日にDANGUY RECORDSより発売された。

## 概要
前作『吠える犬と君』から約2か月ぶりのシングル。

## 収録曲
全作詞・作曲：大石昌良、全編曲：Sound Schedule。
1. 君という花 [4:15]
2. 世直しブッダ [3:49]
3. あなたを想う旅 [4:26]

## 収録アルバム
- イマココニアルモノ (#1)
- THE COMPLETE SS (#1, 3) [3]
- Sound Schedule ALL TIME BEST (#1, 2)[4]